# Barrie Dobson
Richard Barrie Dobson, (3 novembre 1931 - 29 mars 2013) est un historien britannique qui est une autorité de premier plan sur la légende de Robin des Bois ainsi qu'un spécialiste de l'histoire ecclésiastique et juive. Il est professeur d’histoire médiévale à l’Université de Cambridge de 1988 à 1999.

## Jeunesse
Dobson est né le 3 novembre 1931 à Stockton-on-Tees, Comme son père travaille pour la Gravatá au Brésil, il passe ses premières années en Amérique du Sud. La famille retourne en Angleterre et il passe son enfance à Mickleton, dans le North Riding of Yorkshire. Il fait ses études à la Barnard Castle School, une école privée située à Barnard Castle, Teesdale.
Après ses études, il est appelé dans l'armée britannique dans le cadre du service national. Il sert pendant l'état d'urgence malaisien. Après avoir terminé son service national, en 1951, il s'inscrit au Wadham College de l'Université d'Oxford pour étudier l'histoire moderne,. Il obtient un baccalauréat ès arts (BA) avec mention très bien. Il rejoint ensuite le Magdalen College d'Oxford, où il obtient un doctorat en philosophie (DPhil). Sa thèse s'intitule The Priory of Durham Priory in the Time of John Wessington, Prior 1416–1446 et est soutenue en 1962.

## Carrière universitaire
Dobson enseigne l'histoire médiévale à l'Université de St Andrews de 1958 à 1964. Il rejoint ensuite l'Université d'York en tant qu'enseignant d'histoire en 1964. Il gravit les échelons de son département, devenant lecteur puis professeur d'histoire en 1977. En 1984, il est nommé vice-chancelier adjoint, devenant ainsi le deuxième universitaire le plus ancien de l'université. En 1988, il rejoint l'Université de Cambridge pour occuper le poste de professeur d'histoire médiévale. Il est également Fellow du Christ's College.
Il occupe également plusieurs postes de direction en dehors de l’université. Il est président de la Surtees Society de 1987 à 2002, président de la Jewish Historical Society of England de 1990 à 1991 et de l'Ecclesiastical History Society de 1991 à 1992. Il est l'un des membres fondateurs du York Archaeological Trust en 1972. De 1990 à 1996, il est président du trust.
Dobson est élu membre de plusieurs sociétés savantes : la Royal Historical Society en 1972, la Society of Antiquaries en 1979 et la British Academy en 1988.
Dobson est décédé le 29 mars 2013 à son domicile de York à l'âge de 81 ans,.

## Travaux
- Durham Priory, 1400-1450 (1973)
- The Peasants' Revolt of 1381 (1970)
- The Jews of Medieval York and the Massacre of March 1190 (1974)
- Rymes of Robyn Hood: An Introduction to the English Outlaw (with John Taylor) (1976)
- The Church, Politics and Patronage in the Fifteenth Century (1984)
- Preserving the perishable (1991)
- Clifford's Tower and the Jews of Medieval York (1995)
- Church and Society in the Medieval North of England (1996)
- "The Northern Provinces in the Later Middle Ages", Northern History, xlii, 51. (2005)
- The Jewish Communities of Medieval England (2010)